# یواس‌اس پی‌جی‌ام-۷
یواس‌اس پی‌جی‌ام-۷ (به انگلیسی: USS PGM-7) یک کشتی بود که طول آن 110 feet, 10 inches بود. این کشتی در سال ۱۹۴۳ ساخته شد.